# 里見八犬伝 (2006年のテレビドラマ)
『里見八犬伝』（さとみはっけんでん）は、TBS開局50周年記念スペシャルドラマとして、2006年1月2日（前編）と同年1月3日（後編）に二夜連続で放送された日本のテレビドラマ。
滝沢馬琴著『南総里見八犬伝』を原作とする。
視聴率は前編（1月2日（月））が17.0%、後編（1月3日（火））が16.8%。

## キャスト

### 八犬士
- 犬塚 信乃 戌孝 - 滝沢秀明
- 犬川 荘助 義任 - 佐藤隆太
- 犬山 道節 忠與 - 小澤征悦
- 犬飼 現八 信道 - 押尾学
- 犬田 小文吾 悌順 - 照英
- 犬坂 毛野 胤智 - 山田優
- 犬村 大角 礼儀 - 勝地涼
- 犬江 親兵衛 仁 - 山下翔央

### その他
- 里見義実（安房の国滝田の城主） - 長塚京三
- 伏姫（里見家の姫） - 仲間由紀恵
- ゝ大法師（金碗大輔孝徳＝伏姫の許嫁） - 渡部篤郎
- 浜路（里見家の姫、大塚蟇六、亀篠の養女、信乃の許嫁） - 綾瀬はるか
- 玉梓・妙椿 - 菅野美穂
- 船虫（遊女・にせ一角の妻） - ともさかりえ
- 亀篠 - 泉ピン子
- 大塚蟇六 - 小日向文世
- 犬塚番作 - 杉本哲太
- 杉倉木曾介氏元（里見家家臣） - 山下真司
- 堀内蔵人貞行（里見家家臣） - 奥村公延
- 網乾左母二郎 - 田辺誠一
- 扇谷定正（関東管領扇谷家） - 大杉漣
- 籠山逸東太（扇谷家重臣） - 武田鉄矢
- 巨田助友（扇谷家家臣） - 坂口拓
- 足利成氏（関東公方足利家） - 京本政樹
- 赤岩一角（足利家家臣） - 陣内孝則
- 横堀在村（足利家家臣） - 金田明夫
- 馬加大記（千葉家重臣） - 佐野史郎
- 畑上語路五郎（千葉家家臣） - 山口馬木也
- 品七（千葉家家臣） - 石黒英雄
- 山下定包（安房の国先代領主） - 佐々木蔵之介
- 簸上宮六（大塚村代官） - 渡辺いっけい
- クミ（女田楽座長） - 三浦理恵子
- ぬい（犬田小文吾悌順の妹） - 黒川智花
- きぬ（犬川荘助義任の母） - 坂本冬美
- 乞食 - 大倉孝二
- 和女九郎 - 皆川猿時
- 鴎尻並四郎（山賊棟梁） - 二反田雅澄
- 軍木五倍二（犬塚村役人） - 緋田康人
- やす平（大塚蟇六の下人） - 半海一晃
- 土太郎（大塚蟇六の下人） - 佐藤正宏
- 八房 - カイ君
- ナレーション - ジョン・カビラ

## スタッフ
- 演出：土井裕泰
- アクション監督：坂口拓
- アクションコーディネーター：カラサワイサオ
- プロデューサー：鈴木早苗、中川善晴、那須田淳
- 脚本：大森美香
- テーマ曲：S.E.N.S.『Brave Soul』（BMG JAPAN）
- 音楽：Infinix（サウンドトラック『里見八犬伝 オリジナル・サウンドトラック』：infini music/universal music）

## 関連
- 里見八犬伝 (1983年の映画)（東映 / 角川映画）
- 里見八犬伝 オリジナル・サウンドトラック